# Ferdinando Gentile
Ferdinando Gentile (nacido el 1 de enero de 1967 en Caserta, Italia) es un exjugador italiano de baloncesto. Con 1,90 de estatura, jugaba en la posición de base o escolta. También ha ejercido de entrenador en el Virtus Roma y Costa Imola. Tiene dos hijos que juegan profesionalmente al baloncesto, Stefano y Alessandro.

## Equipos
- 1982-1993 Juvecaserta Basket
- 1993-1994 Pallacanestro Trieste
- 1994-1998 Olimpia Milano
- 1998-2001 Panathinaikos BC
- 2001-2002 Pallacanestro Udine
- 2001-2002 Pallacanestro Reggiana
- 2002-2003 Mens Sana Siena
- 2003-2004 Juvecaserta Basket
- 2004-2005  Basket Maddaloni

## Palmarés

### Clubes
- Liga de Italia: 2

Juvecaserta Basket: 1990-91
Olimpia Milano: 1995-96
- Copa Italia: 2

Juvecaserta Basket: 1988
Olimpia Milano:  1996
- Liga de Grecia: 3

Panathinaikos BC: 1998-99,  1999-00, 2000-01.
- Euroliga: 1

Panathinaikos BC: 1999-00

### Selección
- Campeonato de Europa de 1991
- Juegos Mediterráneos de 1993
- Campeonato de Europa Sub-19 de 1987